# 枣庄熊耳山崩塌开裂地震遗址
枣庄熊耳山崩塌开裂地震遗址，是位于山东省枣庄市山亭区北庄镇的一处中华人民共和国国家级典型地震遗址。该处遗址同时为熊耳山－抱犊崮国家地质公园的一部分。该遗址位于枣庄市东北部，具有地震科学研究价值。
枣庄熊耳山崩塌开裂地震遗址是郯城大地震的滑坡地质遗址，遗址内高483米的双龙大裂谷是1668年郯城地震的重要地震和地质文化遗址之一。

## 地质背景
枣庄熊耳山崩塌开裂地震遗址所在的枣庄市山亭区处于华北地台鲁西隆起区，位于鲁中南低山丘陵南部，居于山东省南部，属平原丘陵地区，境内地势低平、东高西低，断层纵横。全域海拔低于500米，年平均降水量875毫米，年均气温13.5℃，年平均日照时数2400－2800小时，无霜期平均200天。
枣庄地区地质构造骨架形成于中生代的燕山期。该地区所处的郯庐断裂带是中国东部最大的巨型断裂带，郯庐带南起湖北省黄梅县，经安徽省庐江县、山东省郯城县，跨越渤海、黄海，过沈阳后分为西支的依兰－伊通断裂带和东支的密山－抚顺断裂带，总体呈北北东走向。断裂带沿线出现了一系列的盆地地貌，该断裂带形成于中生代，经历了二至三个演化期。郯庐断裂带具有较强的地质活动性，沿断裂带震害活动频繁，历史上主要有1517－1673年、1765年至今两个活跃期，其中前者由北向南迁移发震，后者则由南向北发震。
地质专家研究指出，熊耳山主要由下古界的下、中寒武系地层组成，该地层以碳酸盐岩为主，砂页岩、砂岩为辅。崮顶是九龙群张夏组下灰岩段，岩性为巨厚层鲕状灰岩、藻灰岩夹生物碎屑灰岩，具大型节理；其下部为长青群馒头组红河段，岩性为钙质砂岩、云母砂岩，具交错层理；最下面是馒头组下页岩段，岩性为紫红色页岩夹粉砂质页岩。山体整体易于风化剥蚀。熊耳山垂直节理、裂隙的产生、溶洞的发育为最终地震引发的山裂山崩创造了条件。

## 遗址历史
清康熙七年六月十七日戌时（公历1668年7月25日20时左右），山东省莒县－郯城县附近发生了8.5级的强烈地震，震中烈度达中国地震烈度表XII(12)度。据《康熙郯城县志》记载，“康熙七年六月十七日戌时地震，有声自西北来，一时楼房树木皆前俯后仰，以顶至地者连二三次，逐一颠即倾，城楼垛口、官舍、民房井村落、寺观一时俱倒塌如平地”“其时地裂、泉涌、上喷二三丈高，遍地流水，沟会皆盈，移时即化为乌有”“阁邑震塌房屋约数十万间，其地裂处或缝宽不可越，或深不敢视，其陷处皆如阶级，有层次，裂缝两岸皆有淤泥细沙，其所陷深浅阔狭形状难以备述，真为旷古奇灾”。
地震造成震中周围五十多平方千米内的150多个州县受到不同程度破坏，死亡5万余人，有感范围至少达方圆800千米，中国山东、江苏、安徽、河南、浙江、江西、湖北、直隶、陕西、山西、福建等省及朝鲜半岛皆有震感并存有文献记载。
2002年3月28日，熊耳山大裂谷及抱犊崮被中华人民共和国国土资源部正式确定为国家地质公园。2007年4月，大裂谷被中国地震局批准为国家级典型地震遗址，定名为“枣庄熊耳山崩塌开裂地震遗址”。2007年11月6日，熊耳山国家级典型地震遗址暨国家防震减灾科普教育基地揭牌仪式在熊耳山举行。山东省地震局局长晁洪太主持典礼，枣庄市人大常委会、枣庄市人民政府、政协枣庄市委员会、枣庄军分区等派官员出席揭牌仪式。

## 环境景观
熊耳山位于山东省枣庄市山亭区北庄镇，海拔483米，东西延绵6千米、南北宽2千米，属低山丘陵。双龙大裂谷位于熊耳山与牡丹庵之间，裂谷近东西走向，总长度约500米，宽约0.5－15米，高10－30米，深30－80米。自西向东分4段，第1段南壁多处有大片石钟乳。第2段称“龙抓崖”，为单壁悬崖，长约100米，南部崩塌，有百吨级巨石20余块，分布在长300米、宽150米的范围之内，被认为是典型崩塌地质灾害遗迹。第3段裂谷构造复杂，且有与主谷及斜插的支谷，支谷长30米，向东延伸，主谷和支谷形似双龙。第4段一半为露天裂谷，一半为地下溶洞，裂谷内悬崖陡峻、怪石嶙峋，且发育出一线天、飞来石、溶洞等地质现象。